# 2019 a tudományban
2019 a tudományban és a technológiában.

## Csillagászat és űrkutatás

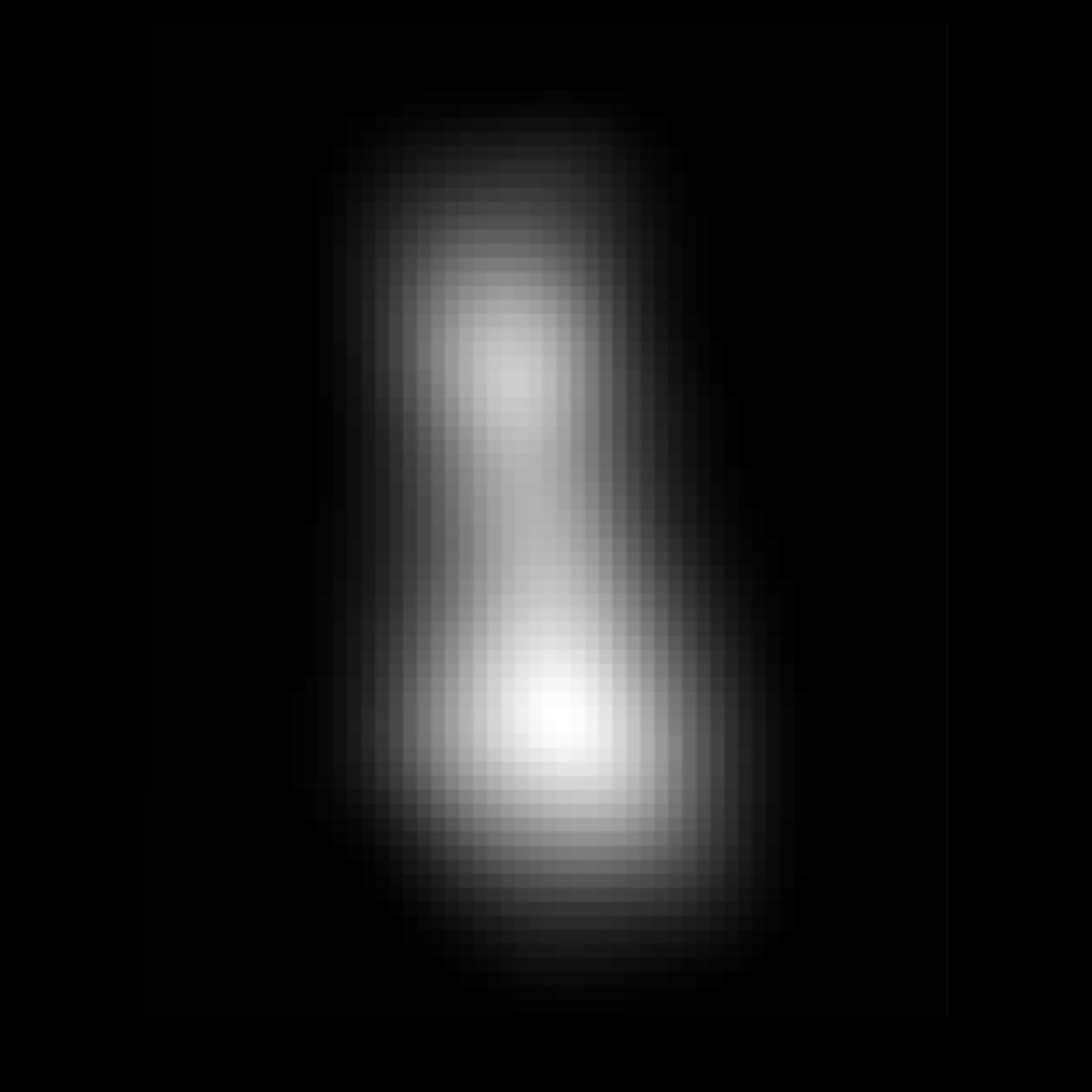

- Január 1. – A New Horizons űrszonda elhaladt a Kuiper-övben található 486958 Arrokoth kisbolygó mellett. Jelenleg ez a legtávolabbi objektum, amely mellett ember készítette űreszköz elhaladt.[1][2]

## Díjak
- Nobel-díjak:
  - Béke: Abij Ahmed
  - Fizikai: James Peebles, Michel Mayor, Didier Queloz
  - Kémiai: John Goodenough, Stanley Whittingham, Josino Akira
  - Irodalmi: Olga Tokarczuk, Peter Handke
  - Orvosi: William Kaelin, Gregg Semenza, Peter Ratcliffe
  - Közgazdasági: Abhijit Banerjee, Esther Duflo, Michael Kremer
- Abel-díj
  - március 19. – Karen Uhlenbeck amerikai matematikus első nőként elnyerte az egyik legrangosabb matematikai elismerést.

## Halálozások
- március 1. – Zsoresz Ivanovics Alfjorov fehérorosz származású, megosztott Nobel-díjas  szovjet orosz  fizikus (* 1930)
- április 5. – Sydney Brenner megosztott Nobel-díjas dél-afrikai biológus, genetikus (* 1927)
- április 6. – David J. Thouless Nobel-díjas brit-amerikai fizikus (* 1934)
- április 13. – Paul Greengard megosztott Nobel-díjas amerikai neurobiológus, biokémikus  (* 1925)
- május 24. – Murray Gell-Mann Nobel-díjas amerikai fizikus, a kvarkmodell egyik megalkotója (* 1929)
- augusztus 7. – Kary Mullis Nobel-díjas amerikai vegyész (* 1944)
- szeptember 21. – Sigmund Jähn német űrhajós (* 1937)
- október 11. – Alekszej Leonov orosz, szovjet űrhajós, aki elsőként tett „űrsétát” (* 1934)